# Thersa Wong Swie San
Thersa Chablani-Wong Swie San (1985) is een Surinaams televisiepresentator en programmamaker bij ABC TV.

## Biografie
Thersa Wong Swie San werd geboren in Suriname. Haar vader, Roy Wong Swie San, was tuinarchitect en zette in 1982 bij terugkeer uit Nederland het sociale missiecentrum Lob Makandra op in Santopolder in het district Wanica, dat bestaat uit opvang van gehandicapten, een tuinbouwproject, kinderdagverblijf, retraitecentrum, school, buurthuis en kerk. Het kinderdagverblijf werd opgericht door haar moeder en oudste zus, de zangeres Gloria. Een andere zus is de organisator Jennifer.
Op haar twintigste begon ze als presentatrice voor het actualiteitenprogramma voor jongeren De Weekkrant bij ABC TV. Daarna werd ze ook omroeper en presentatrice van het programma Spel TV en het actualiteitenprogramma Magazine 4. Ze was verder programmamaakster en presentatrice van onder meer Vacation fun @Su, Goudkoorts en Modomisi. Ze is reporter voor de Nationale Top 40. Sinds 2016 maakt ze deel uit van het bestuur van Su Aid.